# Есаян, Степан Александрович
Степа́н Алекса́ндрович Есая́н (арм. Ստեփան Ալեքսանդրի Եսայան; 21 ноября 1929 года, Ереван — 30 июня 2006 года, там же) — советский и армянский историк и археолог, профессор (1989).

## Биография
В 1948 году окончил ереванскую школу № 8, в 1953 году окончил исторический факультет ЕрГУ. В 1953-1956 годах работал в Экскурсионном бюро Еревана. В 1956-1959 годах являлся научным сотрудником Государственного музея истории Армении. В 1959—1983 годах являлся научным сотрудником Института археологии и этнографии Академии наук Армянской ССР. В 1983-2000 годах являлся заведующим кафедрой археологии исторического факультета ЕГУ, а в 2001-2006 годах профессором той же кафедры.
В 1962 году защитил кандидатскую, а в 1974 году − докторскую диссертацию. В 1989 году стал профессором. Ещё в студенческие годы принимал участие в раскопках Кармир блура (1949—1967), Двина (1950—1959), Лчашена (1956—1959), впоследствии возглавлял археологические экспедиции в Тавуш (1960—1971), Айгеван (1971—1987), Ошакан (1984).
Скончался 30 июня 2006 года в Ереване.

## Труды
- Скифские памятники Закавказья / С. А. Есаян, М. Н. Погребова, 152 с. ил. 20 см, М. Наука 1985
- Степан Есаян. Скульптура Древней Армении / отв. ред. Пиотровский Б.Б.. — Институт археологии и этнографии Академии наук Армянской ССР. — Ереван: Издательство Академии наук Армянской ССР, 1980. — 76 с., 65 с. илл. с. — 1000 экз.
- Кармир блур / С. А. Есаян, 80 с. 6 л. ил. 20 см, Ереван Айастан 1982
- Историко-архитектурные памятники Дилижана / С. А. Есаян, Х. М. Ватинян ; О-во охраны памятников истории и культуры АрмССР, 65,[4] с., [28] л. ил. 22 см, Ереван Айастан 1988
- Искусство гравировки древней Армении по изображениям на бронзовых поясах II—I тыс. до н. э. : [Доклад]. II Междунар. симпоз. по арм. искусству, 9 с. 20 см, Ереван Изд-во АН АрмССР 1978
- Есаян С.А. Доспехи Древней Армении / ред. изд. Арешидзе Т.М., худ. Африкян Ф.Г., худ. ред. Товмасян Н.А., тех. ред. Алврцян А.С., контр. ред. Абрамян А.А.. — Кафедра археологии и этнографии ЕГУ. — Ереван: Издательство Ереванского университета, 1986. — 88 с. — 1000 экз.
- Есаян С.А. Древняя культура племён Северо-восточной Армении (III-I тыс. до н.э.) / отв. ред. Пиотровский Б.Б.. — Институт археологии и этнографии Академии наук Армянской ССР. — Ереван: Издательство Академии наук Армянской ССР, 1976. — 269 с. — 1000 экз.